# Alexandr Fridman
Alexandr Alexandrovič Fridman (16. června 1888 Petrohrad – 16. září 1925 tamtéž) byl ruský matematik, geofyzik a meteorolog, jeden z tvůrců teorie rozpínání vesmíru. 

## Život
Narodil se a vyrostl v Petrohradě. Jeho otec Alexandr A. Fridman byl židovského původu, působil jako tanečník v baletu Mariinského divadla a později jako dirigent vojenského orchestru. Jeho matka Ludmila (rozená Vojáčková) byla dcerou v Rusku působícího českého hudebního skladatele a pedagoga Hynka Vojáčka. Po absolvování petrohradské konzervatoře vyučovala hudbu.  Rodiče se po nějaké době rozešli a Alexandr vyrůstal  u svého dědečka z otcovy strany, vojenského lékaře. Později byl vychováván v nové rodině svého otce. 
Už v dětství ho zajímala matematika, jeho znalosti byly oceňovány už na gymnáziu. Vystudoval matematiku na petrohradské univerzitě. V roce 1913 byl přijat mezi stálé pracovníky  hlavní fyzikální observatoře v Pavlovsku, tehdy předního vědeckého ústavu v oboru geofyziky a fyziky atmosféry. Absolvoval také stáž na vědecké škole pro teoretickou meteorologii v Lipsku  u profesora V. Bjerknese.
Během 1. světové války vykonával nejprve funkci leteckého pozorovatele a později se stal vedoucím aeronavigační stanice armádního letectva. Byl zkušebním pilotem, zúčastnil se bojových misí a prováděl letecký průzkum. Byl vyznamenán Řádem sv. Jiří a Řádem sv. Vladimíra. 
Po Říjnové revoluci 1917 byl jmenován mimořádným profesorem na univerzitě v Permu, kde založil i vědecké ústavy mechaniky a geofyziky.  V květnu roku 1920 se vrátil do Petrohradu. Kromě práce v geofyzikální observatoři vyučoval v Námořní akademii a Polytechnickém ústavu matematiku a mechaniku. Vytvořil oddělení teoretické meteorologie, ve kterém s kolektivem spolupracovníků pracoval na teorii atmosférických cyklón.

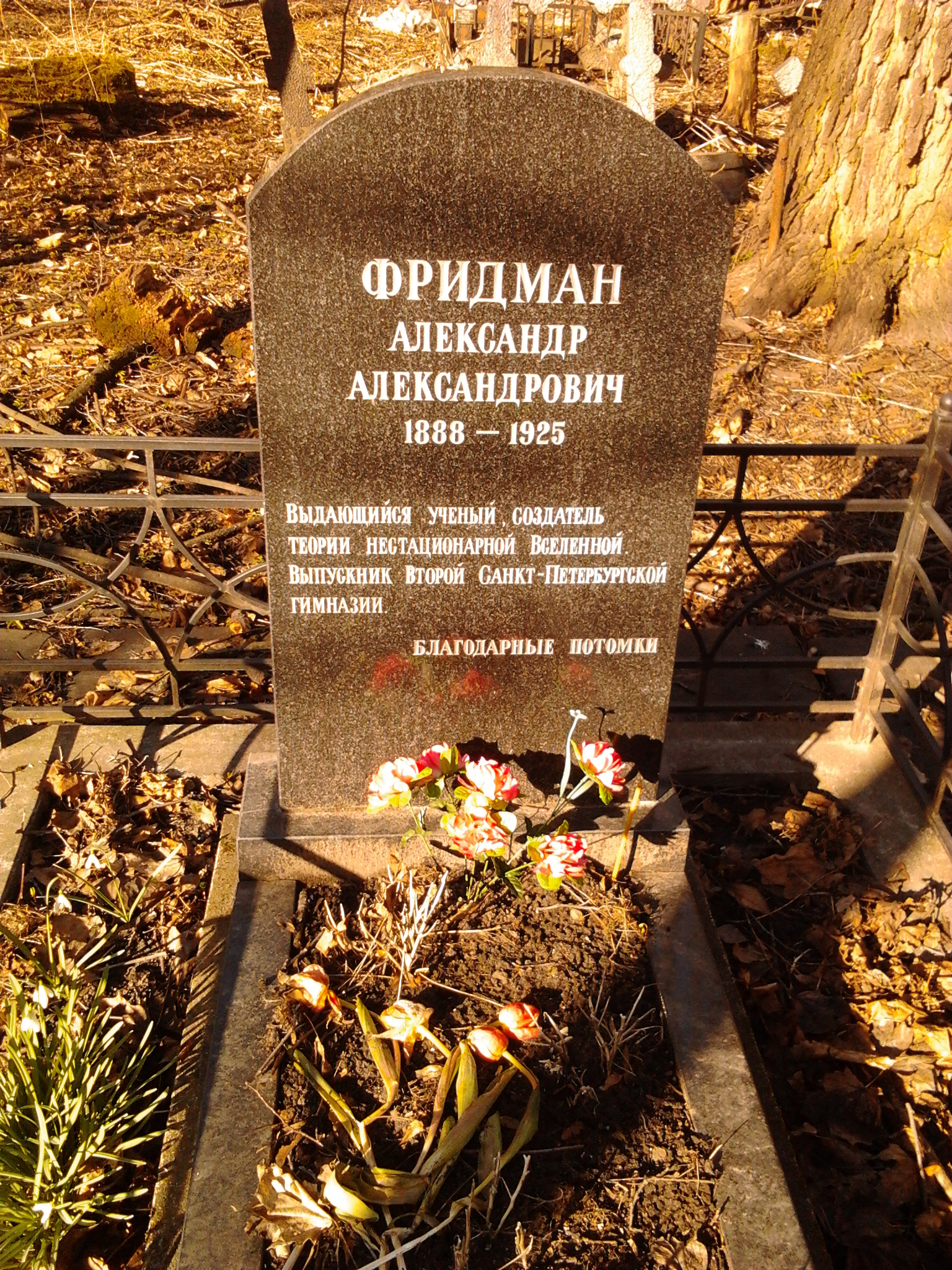
Fridmanův hrob na Smolenském hřbitově v Petrohradě

V roce 1925 byl jmenován ředitelem geofyzikálního ústavu. Teorii atmosférických proudů chtěl potvrdit při výškovém letu v aerostatu, který uskutečnil 18. července 1925. S pilotem Fedosejenkem dosáhl výšky 7,2 km (v roce 1925 to byl sovětský výškový rekord) a během deseti hodin  letu uskutečnil sérii důležitých atmosférických pozorování.
Fridman zemřel 16. září 1925  ve 37 letech na tyfus[nepřesný odkaz], kterým se nakazil  během dovolené na Krymu.  Byl pohřben na Smolenském pravoslavném hřbitově v Petrohradě.
Fridmanovou první manželkou byla od roku 1911  Jekatěrina Petrovna Fridmanová (rozená Dorofejevová). Podruhé se oženil v roce 1923 s Natálií Jevgenijevnou Malininovou. Jejich syn, Alexander Alexandrovič Fridman (1925-1983) se narodil po smrti svého otce.
V roce 1931 byla Fridmanovi posmrtně udělena Leninova cena.

## Dílo
Velký vliv na něj měla Einsteinova obecná teorie relativity, byl jedním z prvních jejích nadšených propagátorů, byť svou vlastní teorii založil na její kritice.
V roce 1917 se Albert Einstein pokusil aplikovat svou teorii relativity na matematický model vesmíru. Vyšlo mu, že tento model nemůže být statický, ale byl přesvědčen, že vesmír statický je. Přidal tedy do rovnic tzv. kosmologickou konstantu, která vyrovnává gravitační působení hmoty. Fridman však začal Einsteinovy rovnice propočítávat a zjistil, že ani model s kosmologickou konstantou nemůže být stacionární. Prohlásil, že vesmír se musí buď rozpínat, nebo smršťovat. Toto stanovisko Fridman zformuloval v článku O křivosti prostoru světa, který roku 1922 poslal do německého Časopisu pro fyziku (Zeitschrift für Physik). Einstein však Fridmanovo tvrzení odmítl a nereagoval ani na jeho vysvětlující dopis. Roku 1923 se s Einsteinem v Leidenu setkal Fridmanův kolega Krutkov a přesvědčil ho, aby Fridmanovy argumenty znovu promyslel. Einstein skutečně brzy napsal článek, kde Fridmanovy výpočty uznal (později o statickém modelu vesmíru hovořil jako o největším omylu svého života).
Fridmanovu rovnici z roku 1922 potvrdil roku 1929 astronom Edwin Hubble, když změřil rychlosti různě vzdálených galaxií. Zjistil, že se všechny okolní galaxie se od Mléčné dráhy vzdalují, a to tím rychleji, čím jsou dále – že vesmír se tedy rozpíná.